# Rhipidia (Rhipidia) paraguayana
Rhipidia (Rhipidia) paraguayana is een tweevleugelige uit de familie steltmuggen (Limoniidae). De soort komt voor in het Neotropisch gebied.